# ニラク

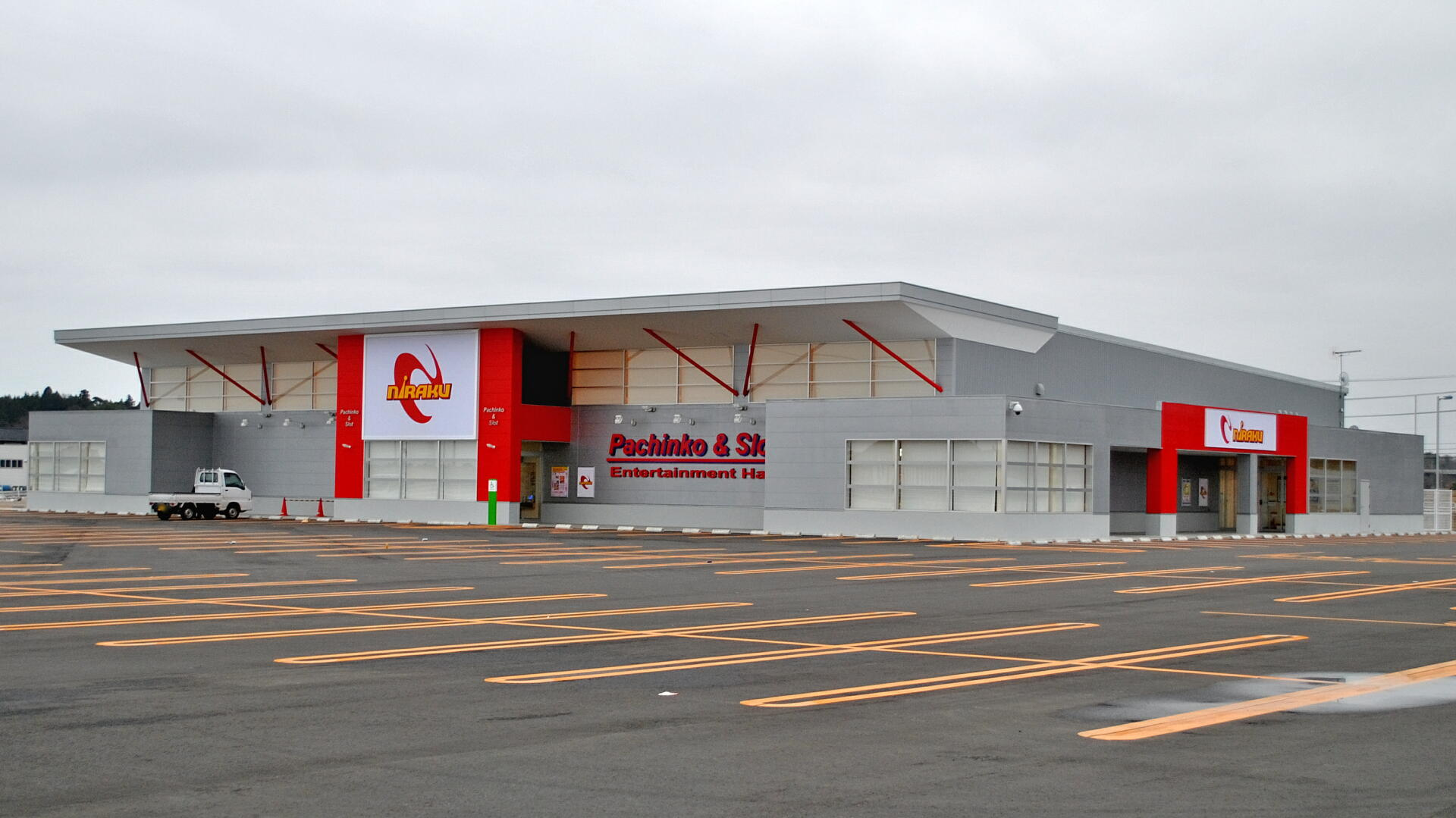
ニラク南相馬原町店

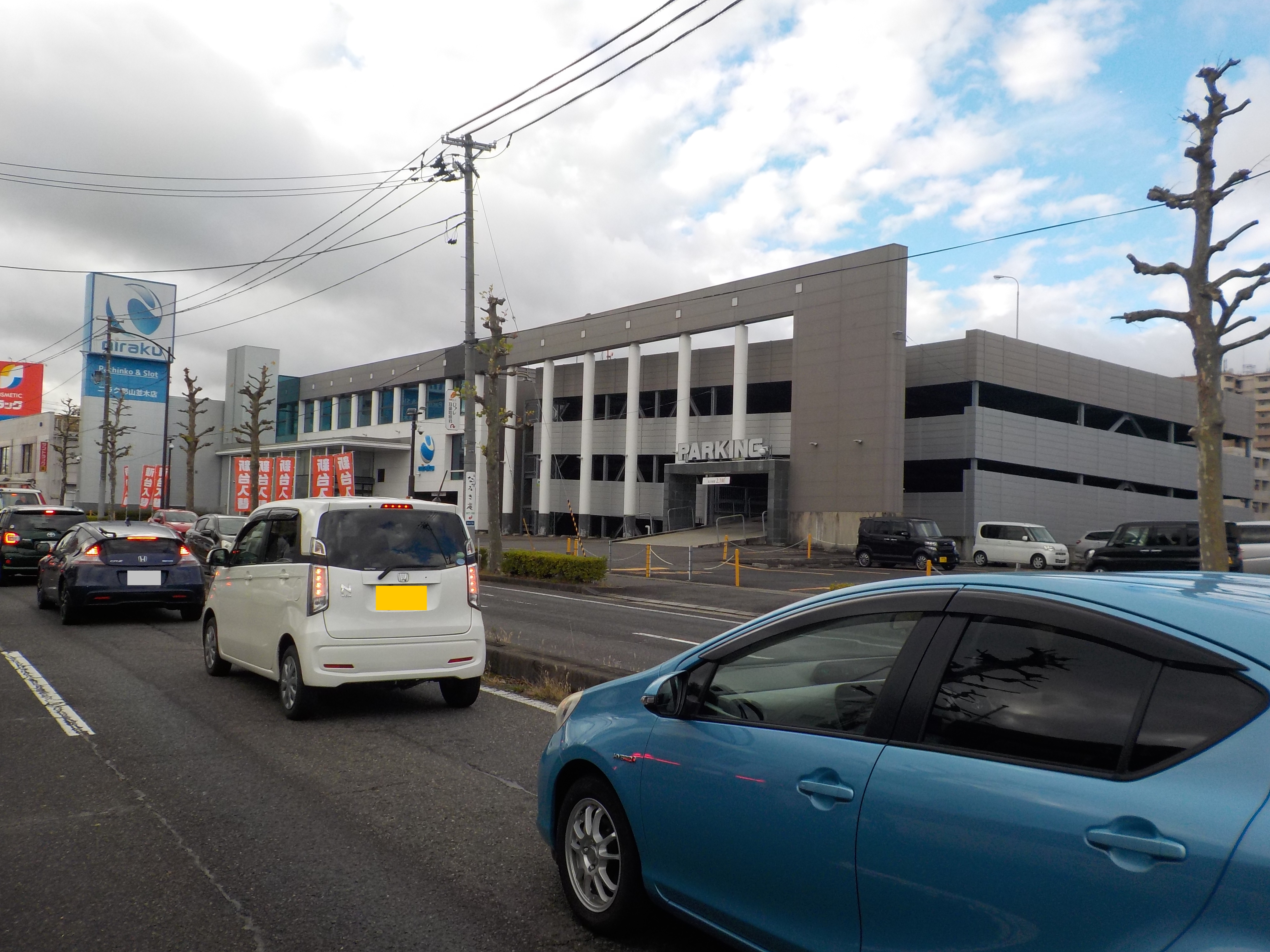
ニラク郡山並木店

株式会社ニラク（英: NIRAKU CORPORATION）は、福島県を中心にパチンコチェーン「ニラク」を経営する企業。ニラク・ジー・シー・ホールディングスの子会社。

## 沿革
- 1969年8月 - 『二楽商事株式会社』設立。（東京都中野区）
- 1973年4月 - 福島県郡山市に本社移転。
- 1979年7月 - 「郡山シティホテル」開業。
- 1997年10月 - 「有限会社ニューヨーク」・「有限会社十起」と合併。
- 1998年8月 - 『株式会社ニラク』に商号変更。
- 2000年4月 - 「南洋商事株式会社」と合併。
- 2001年4月 - 「有限会社新光商事」と合併。
- 2002年11月 - 朝日生命郡山センタービルに本部を移転。
- 2009年11月 - 現在地に本部を移転。　（福島県郡山市方八町二丁目1番24号）
- 2012年9月 - 東京オフィスを開設。（東京都港区新橋5-14-10 新橋スクエアビル2F）
- 2013年4月 - 株式交換により、持株会社となる株式会社ニラク・グローバル・コミュニティ・ホールディングスを設立[1]。後に株式会社ニラク・ジー・シー・ホールディングスに社名変更。
- 2015年4月 - 株式会社ニラク・ジー・シー・ホールディングスが香港証券取引所に上場[2]。パチンコホール企業の上場はダイナムに次ぎ2社目。

## 店舗
2018年11月時点。
- 福島県 - 21店舗
- 東京都 - 9店舗
- 茨城県 - 6店舗
- 埼玉県 - 5店舗
- 新潟県 - 3店舗
- 群馬県 - 3店舗
- 栃木県 - 2店舗
- 山形県 - 2店舗
- 神奈川県 - 2店舗
- 宮城県 - 1店舗